# Jerach
Jerach ist im Alten Testament der viertälteste Sohn Joktans und Nachkomme Noachs.

## Etymologie
Der hebräische Personenname יֶרַח jæraḥ, deutsch ‚Jerach‘ steht im Masoretischen Text sowohl in Gen 10,26  als auch in 1 Chr 10,20  in der Pausalform יָרַח jāraḥ. Die Septuaginta gibt den Namen in Anlehnung an die Pausalform als ιαραχ iarach wieder, die Vulgata als Iare und der Samaritanische Pentateuch als Yāra.
Vergleichen lassen sich ugaritisch YRḪM, ägyptisch-aramäisch jrḥw und palmyrenisch jrḥj.

## Biblische Erzählung
Jerach ist nach der Völkertafel Gen 10,26  und nach 1 Chr 1,20  der viertälteste Sohn Joktans. Seine Brüder heißen Almodad, Schelef, Hazarmawet, Hadoram, Usal, Dikla, Obal, Abimaël, Scheba, Ofir, Hawila und Jobab. Sie siedelten von Mescha über Sefar bis zum Ostgebirge. Der Abschnitt Gen 10,25–29 , in dem Jerach und seine Brüder erwähnt werden, gehört nicht der Priesterschrift an.
Jerach ist ebenfalls der Name eines Volkes und einer Gegend im Südoman und Nordjemen.